# Bāṭarsh
El bāṭarsh o bāṭarš (en árabe: باطرش‎) es un plato a base de berenjenas y carne de cordero, típico de la cocina del centro de Siria, particularmente de la ciudad de Hama y su área metropolitana. El bāṭarsh se puede servir como mezze (en combinación con otros platos), acompañado de pan plano árabe, que hace las veces de cubierto.
El bāṭarsh es uno de los tres platos conocidos de la cocina siria a base de berenjenas hechas puré, junto con el bābā ġanūsh y el mutabbal. Entre otros aspectos, la principal diferencia entre estos dos últimos es que el primero no incluye yogur y el segundo sí. El bāṭarsh sí lleva yogur como el mutabbal, y además incluye carne. Así pues, es el único no-vegetariano.

## Preparación
Las berenjenas se asan al fuego o al horno para darles un sabor ahumado, se pelan y se machacan o se cortan en trozos. La carne se sofríe en samne o aceite de oliva con cebolla, ajo y especias hasta quedar bien cocida y aromática. Se prepara una base de tahín, yogur, zumo/jugo limón y ajo crudo picado finamente. A esta mezcla se agrega la berenjena y se integra homogéneamente.
El bāṭarsh se prepara por capas; una primera capa del puré de berenjenas, luego encima una capa con la carne y finalmente se decora con abundante perejil, aceite de oliva, y opcionalmente piñones o almendras tostados y granos de granada (o melaza de granada). 